# Andy Reid
Andrew Walter Reid (Los Ángeles, California, Estados Unidos, 19 de marzo de 1958) es un entrenador de fútbol americano de los Kansas City Chiefs de la NFL. Reid fue anteriormente el entrenador de las Philadelphia Eagles, donde estuvo de 1999 a 2012. De 2001 a 2012, fue también vicepresidente ejecutivo de operaciones de fútbol de los Eagles, eficazmente haciéndole el director general del equipo. Lideró a los Eagles a cinco juegos del campeonato de las Conferencias Nacionales, incluyendo cuatro apariencias consecutivos de 2001–2004, y una aparición en la Super Bowl de 2005. Reid se ubica en el sexto puesto de todos los tiempos de victorias como entrenador de la NFL, con un total 222. En la temporada 2019 Andy Reid llegó por segunda vez al SuperBowl, consiguiendo esta vez la victoria de 31-20 sobre los San Francisco 49ers.

## Philadelphia Eagles
En 1999, los Eagles contrataron a Reid como su entrenador en jefe. La contratación tuvo ciertas críticas debido a la oportunidad de otras contrataciones, quienes tenían más experiencia y éxito en esta posición. Durante el draft de 1999, los Eagles seleccionaron a Donovan McNabb con la segunda selección global. La selección trajo varios abucheos ya que los fanáticos querían seleccionar al corredor Ricky Williams. Durante la primera temporada Reid seleccionó a Doug Pederson para ser el quarterback titular por 9 juegos; años más tarde este se convertiría en entrenador de los Eagles y ganaría el Super Bowl en 2018. Durante esta campaña los Eagles lograron mejorar su récord del año pasado terminando 5-11. En su segunda campaña Reid logró llevar a los Eagles a un récord de 11-5. En la ronda de comodines, venció a los Tampa Bay Buccaneers 3-21, en el Veteran Stadium. Una semana más tarde caería 10-20 ante los New York Giants en la ronda divisional. En la temporada 2001 Andy reid hizo su primera aparición en una final de conferencia. Después de ganar la división con un récord de 11-5, y venciendo a los Buccanners y Bears en la postemporada, los Eagles se enfrentaron a los Rams en la final de conferencia. Pocos le dieron oportunidades a Philadelphia de vencer al "greatest show on turf"; sin embargo, el partido fue cerrado y los Rams terminaron avanzando al Super Bowl por un marcador de 24 a 29.

## Temporada 2002
Durante la temporada 2002, Los Eagles lograron un récord de 12-4. Este les otorgó el sembrado número uno de la conferencia nacional. Reid y los Eagles recibieron mucho crédito ya que durante la temporada perdieron a sus dos mariscales McNabb y Koy Detmer, y aun así tuvieron el mejor récord de la liga. 10 jugadores fueron nombrados al Pro Bowl, y 7 fueron nombrados All-pro. En la ronda divisional Philadelphia enfrentó a los Falcons de Michael Vick a los cuales venció cómodamente 6-20. En la final de conferencia se enfrentó a los Tampa Bay Buccaneers de Jon Gruden. Expertos favorecieron a los Eagles en ese encuentro, ya que en enfrentamientos pasados, Philadelphia los había vencido cómodamente. Los Eagles buscaban finalemnte dar el salto y poder volver al Super Bowl. Sin embargo se encontraron con una de las derrotas más dolorosas en la historia de la franquicia. El juego sería el último en el Veteran Stadium, el estadio de los Eagles durante más de 32 años. Philadelphia se encontró contra la mejor defensiva de la NFL. Los eagles se vieron incapaces de mover el balón especialmente en la segunda mitad del juego. 7 de los 10 puntos de los Eagles vinieron en los primeros minutos del juego, debido a un gran retorno en la patada inicial. Donovan McNabb lanzó una interceptación y perdió dos balones, uno de los cuales vino en una oportunidad de poner puntos para los Eagles. Conforme avanzaba el juego la preocupación crecía, ya que los Buccaneers lideraban por 10. Con menos de 4 minutos McNabb logró llevar a los Eagles hasta la yarda 10 de Tampa Bay, sin embargo este fue interceptado por Ronde Barber, quien retorno el balón hasta la zona de anotación y puso el marcador 27 a 10. La última memoria del Vet para la gran mayoría de los fanáticos fue esa desastrosa intercepcion, que por segundo año consecutivo le negaba a Reid y a los Eagles un viaje al Super Bowl. Tampa Bay ganaría el Super Bowl una semana después con una de las actuaciones más dominantes, venciendo a los Oakland Raiders 48 a 21. Los Raiders habían sido el equipo de Gruden un año atrás, por lo que el juego fue apodado "Gruden Bowl".

## Temporada 2003 y 4.ª y 26
Durante la temporada del 2003, los Eagles buscaron revancha por la derrota en la final de conferencia del año pasado en el veteran stadium. Con la construcción del nuevo estadio, los Eagles planeaban un nuevo capítulo en su historia. Los Eagles lograron igualar su récord del año pasado con 12 victorias y 4 derrotas, fueron el sembrado número 1 por segundo año consecutivo en la conferencia nacional, y ganaron su tercer campeonato de división seguido. En la ronda divisional se enfrentaron a los Green Bay Packers de Brett Favre. Los Eagles empezaron perdiendo el juego 14-0, Philadelphia empató el juego, sin embargo Brett Favre logró marchar a su equipo para marcar un gol de campo que les daba una ventaja de tres puntos. Después de enfrentarse a una corta cuarta oportunidad en territorio de Philadelphia, Green Bay decidió despejar y entregarle el balón al genio ofensivo Reid. Sin embargo la serie no fue exitosa y los Eagles se enfrentaban a una cuarta oportunidad con veintiséis yardas por avanzar, y a otra dolorosa eliminación en postemporada. Sin embargo Donovan McNabb completó un pase con Freddie Mitchell por el centro de 28 yardas que consiguió la conversión. Philadelphia logró entrar en terreno de gol de campo y empatar el juego. En tiempo extra Favre lanzó un mal pase que fue interceptado por Brian Dawkins y le dio a Philadelphia la oportunidad de patear el gol de campo ganador. La semana siguiente Philadelphia se enfrentó a Carolina, sin embargo los Eagles se vieron incapaces de generar puntos a la ofensiva debido a un pobre desempeño de sus receptores. Carolina ganó el juego 14-3 y avanzó al Super Bowl. A raíz de esta derrota surgieron muchas críticas en contra de Reid por su incapacidad de ganar partidos importantes. Era la tercera vez seguida que los Eagles quedaban eliminados en la final de conferencia.

## Temporada 2004 y Super Bowl XXXIX
terminada la temporada, Reid y los Eagles firmaron a Terrell Owens con el fin de darle a la ofensiva un receptor más peligroso. Los Eagles iniciaron la temporada 13-1 gracias a un a poderosa ofensiva con McNabb, Brian Westbrook y T.O. Al igual que una gran defensiva liderada por Brian Dawkins, Jeremiah Trotter, Lito Sheppard y Michael Lewis. Sin embargo T.O se lesionó hacia el final de la temporada, algo que no le dejaría participar de la postemporada. Philadelphia terminó ganando la división por cuarto año consecutivo con un récord de 13-3. En la ronda divisional Reid y los Eagles vencieron a Los Vikings de Daunte Culpepper 14-27. En la final de conferencia se enfrentaron a Michael Vick, sin embargo la defensa de Philadelphia solo permitió 10 puntos, mientras que la ofensiva anotó 27. En el Super Bowl XXXIX Reid se enfrentó a los New England Patriots. Philadelphia anotó primero, sin embargo Brady y los pats lograron crear una ventaja de 10 puntos sobre el último cuarto. En este los Eagles parecían no apurarse por anotar, generando una larga serie ofensiva que consumió gran parte del reloj. Philadelphia logró anotar y ponerse a 3 puntos, sin embargo el tiempo consumido no les permitió tener más para anotar y New England ganó 24 a 21. Terrel Owens en contra de la recomendación de los médicos jugó una gran partido y obtuvo 9 recepciones para 122 yardas. Después del juego hubo muchas críticas sobre cómo Reid manejo el reloj, esta era una deficiencia en su juego que se puso en evidencia en el partido. También surgieron críticas sobre que Donovan McNabb se encontraba enfermo durante la serie ofensiva. Esta derrota significó el final de la era más dominante de Reid con los Eagles.

## Kansas City Chiefs
Desde el año 2013 Andy Reid ocupa el puesto de entrenador en jefe de los Chiefs de Kansas City. Durante este tiempo Reid ha logrado cuatro campeonatos de división seguidos 2016, 2017, 2018 y 2019. De sus siete temporadas como entrenador en jefe en 6 seis ha llevado el equipo a playoffs. En su primera temporada como entrenador llevó el equipo de una marca de 2-14 a una de 11-5 y una aparición en los playoffs. Durante este juego ante los Indianápolis Colts los jefes tuvieron uno de los mayores colapsos en la pos-temporada de la NFL. Pasaron de liderar 38-10 en el 3.er cuarto ha terminar perdiendo 44-45. En la temporada 2015 los jefes tuvieron un comienzo de 1-5, sin embargo los jefes consiguieron 11 victorias seguidas incluida su primera victoria en la pos-temporada desde la temporada de 1993, sin embargo los jefes caerían 20-27 la semana siguiente en la ronda divisional frente a los New England Patriots. La temporada 2016 se mostraba con mucho optimismo ya que los jefes finalizaron esta con una marca de 12-4. En la ronda divisional se enfrentaron a los PittsBurgh Steelers donde nuevamente los jefes cayeron por un Marcador de 18-16. En dicho juego los jefes lograron dos anotaciones mientras, que la defensa de los jefes solo permitieron goles de campo. Sin embargo cuando los jefes completaron una conversión de dos puntos para empatar el juego, el tackle ofensivo cometió un holding. Dicha penalidad anuló la conversión y los jefes se vieron incapaces de parar a Pittsburgh en la siguiente serie ofensiva. Acabada la temporada, Andy Reid y los jefes seleccionaron al Quarterback Patrick Mahomes con la selección global número 10. Durante la temporada 2017 los jefes iniciaron con una marca de 5-0, sin embargo los jefes llegaron a la semana 13 con marca de 6-6 y un triple empate con los Raiders y Chargers por la división. Sin embargo los jefes ganarían sus últimos cuatro juegos finalizando con un marca de 10-6, y ganando la división por segunda vez consecutiva. En la ronda de comodines los jefes se enfrentaron a los Tennessee Titans. Los Chiefs se pusieron arriba en la primera mitad con un marcador de 3-21. Sin embargo en la segunda mitad los jefes se vieron incapaces de mover el balón, mientras que los titanes anotaron 19 puntos para hacerse con la victoria 22-21.

## Temporadas 2018 y 2019
Acabada la temporada, Reid despachó al Quarterback Alex Smith a Washington a cambio del esquinero Kendall Fuller. También nombró a Patrick Mahomes como el quarterback titular para la temporada 2018. Durante esta temporada Reid y Mahomes tuvieron un éxito considerable finalizando con una marca de 12-4 y el sembrado número 1 de la conferencia americana. Durante esta temporada Mahomes lanzó 50 touchdowns contra tan solo 12 intercepciones y 5 097 yardas. Dichos logros le otorgaron a Mahomes el jugador más valioso de la campaña 2018. En esta temporada Reid tuvo su sexta aparición en un final de conferencia, enfrentando a los New England Patriots. Después de empezar 14-0 abajo, Reid y el MVP de la temporada Mahomes lograron anotar 31 puntos, de los cuales 24 fueron en el último cuarto. La defensa de los jefes tuvo la oportunidad de cerrar el partido con una intercepción, sin embargo esta fue anulada, debido a que el ala defensiva Dee Ford, se había alineado en fuera de lugar. La incapacidad de la defensa de los jefes de parar a la ofensiva de los patriotas generó que estos terminaran venciendo a los jefes 37 a 31 en tiempo extra.
Al acabar la siguiente temporada, los jefes despidieron al coordinar defensivo Bob Sutton y realizaron un cambio total a la defensiva sacando a todos los viejos jugadores y trayendo a más jóvenes como Frank Clark y Tyrann Mathieu. De la misma forma Reid trajo a Steve Spagnuolo para ser el nuevo coordinador defensivo de los jefes. En la temporada del 2019 Reid y los Chiefs igualaron la marca de la temporada pasada, terminando con un récord de 12-4. En la ronda divisional de la pos-temporada los jefes se encontraron 24-0 abajo en el segundo cuarto, cuando Mahomes y los jefes y hicieron uno de los regresos más grandes en la historia de la pos temporada de la NFL, sacándole un puntaje de 51 a 7 en los 3 últimos cuartos del juego, el resultado final fue de 51-31. La siguiente semana Reid finalmente obtuvo su segundo viaje al Super Bowl, tras superar 35 a 24 a los Tennessee Titans en la final de conferencia. Durante el Super bowl 54 los Chiefs se encontraban abajo por 10 puntos, con menos de 8 minutos en el reloj. Sin embargo Reid y Mahomes anotaron 21 puntos sin respuesta en los últimos 7 minutos del juego. Con esta victoria Reid obtuvo el primer título de Super Bowl de su carrera y los jefes su segundo después de 50 años.

## Temporada 2020
Debido a la firma del contrato de Patrick Mahomes por 10 años con los Chiefs, se le preguntó a Reid, si pensaba seguir entrenando para esa época, este respondió que actualmente no está cerca de pensar en retirarse.

## Temporada 2023 y renovación
Después de ganar el Superbowl LVIII, Reid fue renovado por los Chiefs hasta el 2029.

## Estadísticas como coach
| Club                | Temporada     | Liga          | Conferencia   | División      | Temporada regular | Temporada regular | Temporada regular | Temporada regular | Temporada regular | Postemporada | Postemporada | Postemporada | Postemporada | Total | Total | Total | Total | % de victorias | Títulos |
| Club                | Temporada     | Liga          | Conferencia   | División      | Pos.              | PD                | G                 | P                 | E                 | PD           | G            | P            | E            | PD    | G     | P     | E     | % de victorias | Títulos |
| ------------------- | ------------- | ------------- | ------------- | ------------- | ----------------- | ----------------- | ----------------- | ----------------- | ----------------- | ------------ | ------------ | ------------ | ------------ | ----- | ----- | ----- | ----- | -------------- | ------- |
| Philadelphia Eagles | 1999          | NFL           | NFC           | Este          | 5.°               | 16                | 5                 | 11                | 0                 | No clasificó | No clasificó | No clasificó | No clasificó | 16    | 5     | 11    | 0     | 0.31           | -       |
| Philadelphia Eagles | 2000          | NFL           | NFC           | Este          | 2.°               | 16                | 11                | 5                 | 0                 | 2            | 1            | 1            | 0            | 18    | 12    | 6     | 0     | 0.67           | -       |
| Philadelphia Eagles | 2001          | NFL           | NFC           | Este          | 1.°               | 16                | 11                | 5                 | 0                 | 3            | 2            | 1            | 0            | 19    | 13    | 6     | 0     | 0.68           | 1       |
| Philadelphia Eagles | 2002          | NFL           | NFC           | Este          | 1.°               | 16                | 12                | 4                 | 0                 | 2            | 1            | 1            | 0            | 18    | 13    | 5     | 0     | 0.72           | 1       |
| Philadelphia Eagles | 2003          | NFL           | NFC           | Este          | 1.°               | 16                | 12                | 4                 | 0                 | 2            | 1            | 1            | 0            | 18    | 13    | 5     | 0     | 0.72           | 1       |
| Philadelphia Eagles | 2004          | NFL           | NFC           | Este          | 1.°               | 16                | 13                | 3                 | 0                 | 3            | 2            | 1            | 0            | 19    | 15    | 4     | 0     | 0.79           | 2       |
| Philadelphia Eagles | 2005          | NFL           | NFC           | Este          | 4.°               | 16                | 6                 | 10                | 0                 | No clasificó | No clasificó | No clasificó | No clasificó | 16    | 6     | 10    | 0     | 0.38           | -       |
| Philadelphia Eagles | 2006          | NFL           | NFC           | Este          | 1.°               | 16                | 10                | 6                 | 0                 | 2            | 1            | 1            | 0            | 18    | 11    | 7     | 0     | 0.61           | -       |
| Philadelphia Eagles | 2007          | NFL           | NFC           | Este          | 4.°               | 16                | 8                 | 8                 | 0                 | No clasificó | No clasificó | No clasificó | No clasificó | 16    | 8     | 8     | 0     | 0.5            | -       |
| Philadelphia Eagles | 2008          | NFL           | NFC           | Este          | 2.°               | 16                | 9                 | 6                 | 1                 | 3            | 2            | 1            | 0            | 19    | 11    | 7     | 1     | 0.58           | 1       |
| Philadelphia Eagles | 2009          | NFL           | NFC           | Este          | 2.°               | 16                | 11                | 5                 | 0                 | 1            | 0            | 1            | 0            | 17    | 11    | 6     | 0     | 0.65           | -       |
| Philadelphia Eagles | 2010          | NFL           | NFC           | Este          | 1.°               | 16                | 10                | 6                 | 0                 | 1            | 0            | 1            | 0            | 17    | 10    | 7     | 0     | 0.59           | -       |
| Philadelphia Eagles | 2011          | NFL           | NFC           | Este          | 2.°               | 16                | 8                 | 8                 | 0                 | No clasificó | No clasificó | No clasificó | No clasificó | 16    | 8     | 8     | 0     | 0.5            | -       |
| Philadelphia Eagles | 2012          | NFL           | NFC           | Este          | 4.°               | 16                | 4                 | 12                | 0                 | No clasificó | No clasificó | No clasificó | No clasificó | 16    | 4     | 12    | 0     | 0.25           | -       |
| Total club          | Total club    | Total club    | Total club    | Total club    | Total club        | 224               | 130               | 93                | 1                 | 19           | 10           | 9            | 0            | 243   | 140   | 102   | 1     | 0.58           | 6       |
| Kansas City Chiefs  | 2013          | NFL           | AFC           | Oeste         | 2.°               | 16                | 11                | 5                 | 0                 | 1            | 0            | 1            | 0            | 17    | 11    | 6     | 0     | 0.65           | -       |
| Kansas City Chiefs  | 2014          | NFL           | AFC           | Oeste         | 2.°               | 16                | 9                 | 7                 | 0                 | No clasificó | No clasificó | No clasificó | No clasificó | 16    | 9     | 7     | 0     | 0.56           | -       |
| Kansas City Chiefs  | 2015          | NFL           | AFC           | Oeste         | 2.°               | 16                | 11                | 5                 | 0                 | 2            | 1            | 1            | 0            | 18    | 12    | 6     | 0     | 0.67           | -       |
| Kansas City Chiefs  | 2016          | NFL           | AFC           | Oeste         | 1.°               | 16                | 12                | 4                 | 0                 | 1            | 0            | 1            | 0            | 17    | 12    | 5     | 0     | 0.71           | 1       |
| Kansas City Chiefs  | 2017          | NFL           | AFC           | Oeste         | 1.°               | 16                | 10                | 6                 | 0                 | 1            | 0            | 1            | 0            | 17    | 10    | 7     | 0     | 0.59           | 1       |
| Kansas City Chiefs  | 2018          | NFL           | AFC           | Oeste         | 1.°               | 16                | 12                | 4                 | 0                 | 2            | 1            | 1            | 0            | 18    | 13    | 5     | 0     | 0.72           | 1       |
| Kansas City Chiefs  | 2019          | NFL           | AFC           | Oeste         | 1.°               | 16                | 12                | 4                 | 0                 | 3            | 3            | 0            | 0            | 19    | 15    | 4     | 0     | 0.79           | 3       |
| Kansas City Chiefs  | 2020          | NFL           | AFC           | Oeste         | 1.°               | 16                | 14                | 2                 | 0                 | 3            | 2            | 1            | 0            | 19    | 16    | 3     | 0     | 0.84           | 2       |
| Kansas City Chiefs  | 2021          | NFL           | AFC           | Oeste         | 1.°               | 17                | 12                | 5                 | 0                 | 3            | 2            | 1            | 0            | 20    | 14    | 6     | 0     | 0.7            | 1       |
| Kansas City Chiefs  | 2022          | NFL           | AFC           | Oeste         | 1.°               | 17                | 14                | 3                 | 0                 | 3            | 3            | 0            | 0            | 20    | 17    | 3     | 0     | 0.85           | 3       |
| Kansas City Chiefs  | 2023          | NFL           | AFC           | Oeste         | 1.°               | 17                | 11                | 6                 | 0                 | 4            | 4            | 0            | 0            | 21    | 15    | 6     | 0     | 0.71           | 3       |
| Total club          | Total club    | Total club    | Total club    | Total club    | Total club        | 179               | 128               | 51                | 0                 | 23           | 16           | 7            | 0            | 202   | 144   | 58    | 0     | 0.71           | 15      |
| Total carrera       | Total carrera | Total carrera | Total carrera | Total carrera | Total carrera     | 403               | 258               | 144               | 1                 | 42           | 26           | 16           | 0            | 445   | 284   | 160   | 1     | 0.64           | 21      |

## Palmarés como entrenador
Philadelphia Eagles
- Campeonato de la NFC (1): 2004
- Divisional NFC Este (6): 2001, 2002, 2003, 2004, 2006, 2010

Kansas City Chiefs
- Super Bowl (3): LIV, LVII y LVIII
- Campeonato de la AFC (4): 2019, 2020, 2022 y 2023
- Divisional AFC Oeste (8): 2016, 2017, 2018, 2019, 2020, 2021, 2022 y 2023